# Підкамінь (селище)
Підка́мінь — селище в Україні, адміністративний центр Підкамінської селищної громади Золочівського району Львівської області. Через селище пролягає автошлях регіонального значення  Р39. Відоме геологічною пам'яткою Ерозійний останець морських рифів Товтрів або Медоборів Сарматського віку.

## Географія

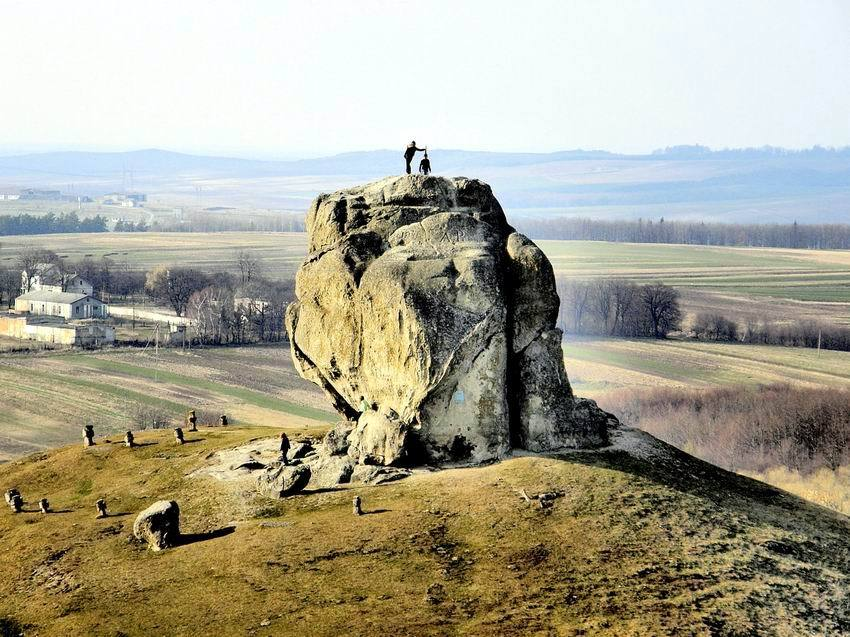
Скелястий велетень

Розташоване на узгір'ї посеред височин Волино-Подільського пограниччя. Територія колишнього «Підкамінського ключа» знаходилася в межах Вороняцького і Гологоро-Кременецького кряжів, які, простягаючись із заходу на схід, нагадують гірський хребет з висотами, що перевищують 400 м над рівнем моря. На південь від Підкаменя височить горбогірне пасмо Подільських Товтр, прозваних в народі Медоборами. Саме містечко розташоване безпосередньо на стику цих височин.
Через південну частину селища пролягає водорозділ між басейнами Дністра та Дніпра.
Завдяки географічному розташуванню, сприятливому для проживання людей клімату і багатому на воду, родючі ґрунти, рослинний і тваринний світ ландшафту, територія сучасної Підкамінеччини приваблювала до себе людність, починаючи із стародавніх часів.
Вулиці
В Підкамені налічується 26 вулиць.
- Бічна Тарнавського Мирона
- Володимира Великого
- Данила Галицького
- Грушевського Михайла
- Зелена
- Кобилянської Ольги
- Криничка
- Лесі Українки
- Методія
- Миру
- Молодіжна
- Нагірна
- Незалежності
- Пекарська
- Підлісна
- Полуботка Павла
- Проєктна
- Синька 1
- Синька 2
- Січових Стрільців
- Сонячна
- Стуса Василя
- Тарнавського Мирона
- Трактористів
- Франка Івана
- Шевченка Тараса

## Населення
За даними всеукраїнського перепису населення 2001 року у селищі мешкало 2276 осіб, а станом на 1 січня 2022 року — 1895 осіб.
Мова
Розподіл населення за рідною мовою за даними перепису 2001 року був наступним:
| українська | 2254 | 99,04 |
| російська  | 19   | 0,84  |
| білоруська | 1    | 0,04  |
| молдовська | 1    | 0,04  |
| польська   | 1    | 0,04  |

## Історія

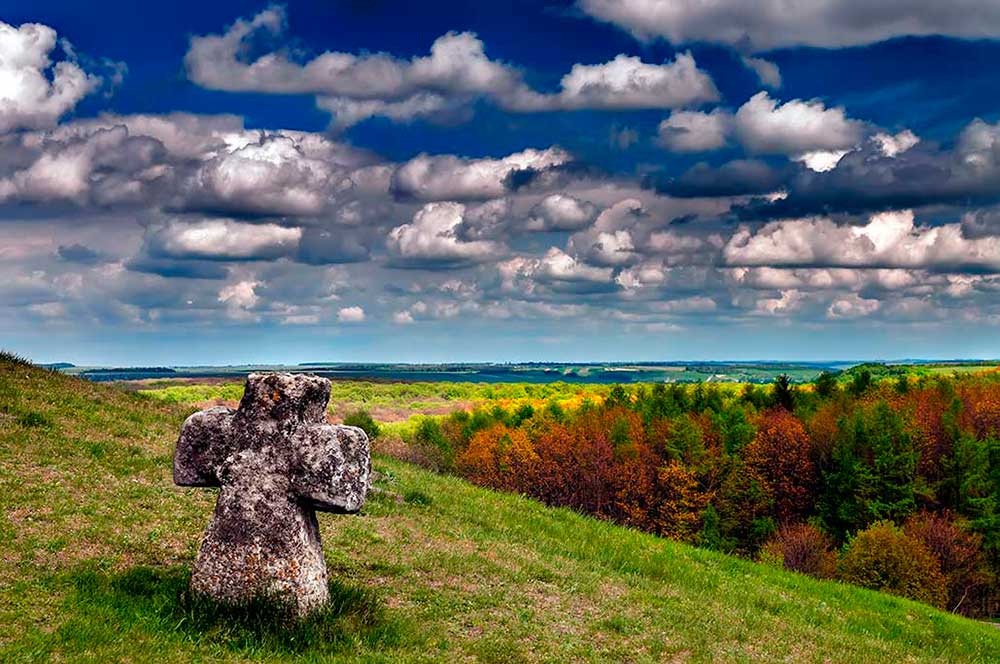
Кам'яний хрест

Домініканський монастир, 1846

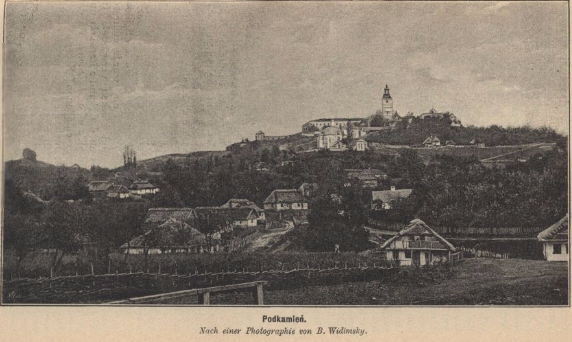
Підкамінь, до 1895 року

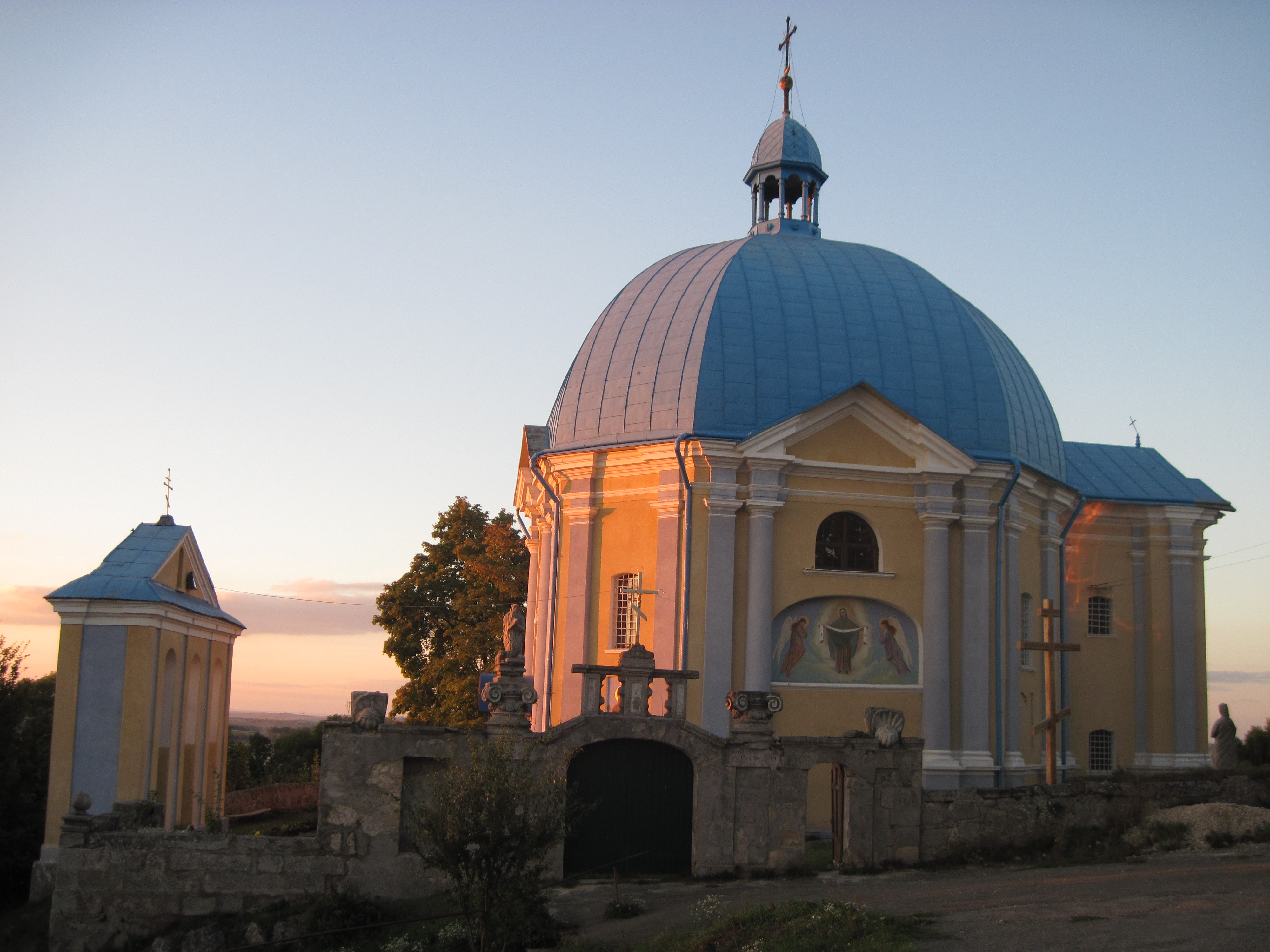
Церква-ротонда, осінь 2014

Понад п'ять з половиною століть налічує його писемна історія. Згідно з писемними джерелами, саме 1441 рік вважається першою згадкою про «місто під Каменем». За цей поважний вік не одна подія відбулася на цій благодатній місцевості, зробивши Підкамінь однією з найбільших перлин краю. А відомий він, насамперед, своїми історичними пам'ятками, на першому місці серед яких знаходиться Монастир походження дерева Хреста Господнього студитського уставу.

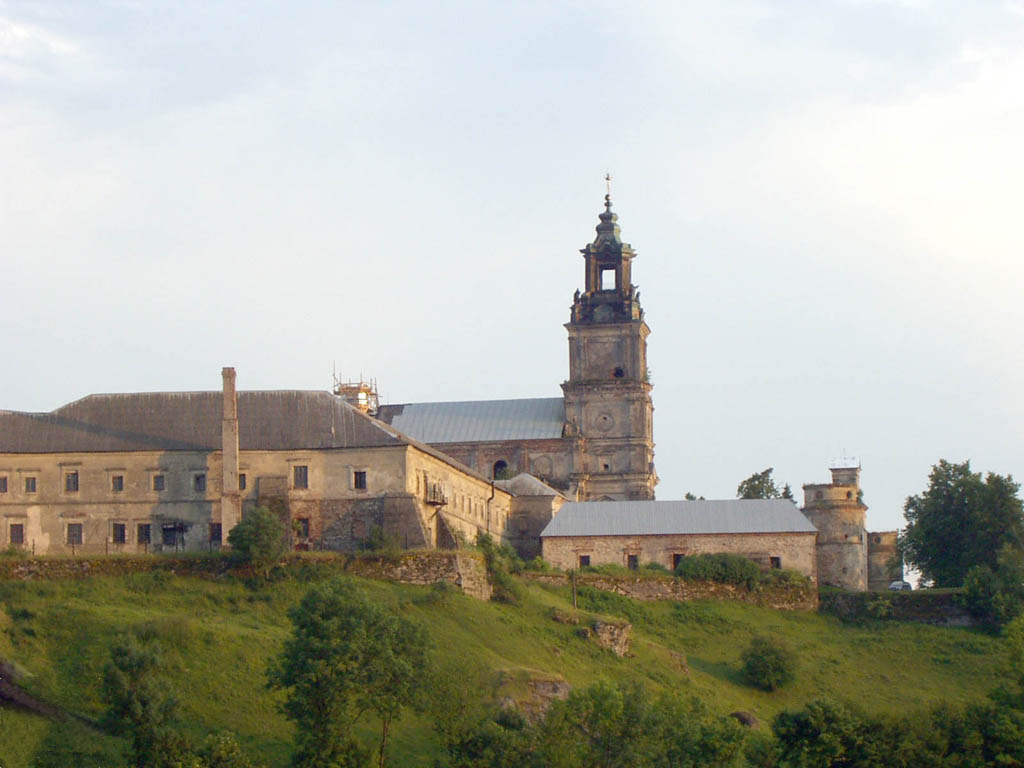
Монастир походження дерева Хреста Господнього

1471 року на королівщину Підкамінь в «тенуті» шляхтича Петра Цебровського з руського роду Цебровських «татарським способом» напали рідні брати Ян Сененський-Олеський з братами (сини львівського каштеляна Яна з Сенна і Олеська) разом з 60-ма своїми людьми із Золочева, Олеська.
Гнівош Ледуховський 1539 року запросив до міста суддів, які 22 жовтня винесли вирок у майновій справі стосовно сіл Накваша, Попівці. Представниками сторін були: підстароста крем. Ян Котовський, Якуб Дмуховський — від Гн. Ледуховського; Пйотр Підгорецький — від воєводини подільської Ядвіги Олеської, дружини Марціна.
Згідно з даними енциклопедичного видання «Історія міст і сіл Української РСР» 1569 року Підкаменю надано статус міста або ж міське право.
Раніше коло містечка знаходилися фільварок «Альбертівка», «гаївка» «Шумка».
Згідно з записами в «Актах ґродських і земських» за 1758 рік, місто мало назву Підкамінь Цетнерівський (від прізвища дідичів — Цетнер).
XVIII—XIX століттями датуються відбитки печатки місцевої громади з гербом містечка (імовірно, давнішого походження): на блакитному тлі — срібна скеля з двома верхами (символічне відтворення назви містечка), над якою — Око Провидіння в золотому сяйві (алегорія домініканського монастиря).
У часи першої світової пожежею в монастирській бібліотеці у вересні 1915 року були знищені вогнем, зокрема, рукописи праць пріора монастиря Садока Баронча.

### Часи ЗУНР, українсько-польських воєн 1918—1920 років
У листопаді 1918 року місто увійшло до складу ЗУНР. В цей час у місті функціонував переповнений сирітський притулок (також діяли у Тернополі, Бродах, інших містах).
Через район Підкаменя — Зборова — Озерної наступало польське військове угрупування (зокрема, дивізії полковника Владислава Сікорського, Єнджеєвского, частини генерала Юзефа Галлера) під час українсько-польської війни 1918—1919 років.
22 серпня 1919 року місто було звільнене від поляків під час Чортківської офензиви УГА вояками 10-ї Янівської бригади.
Влітку 1920 року під час радянсько-польської війни Підкамінь був зайнятий частинами Першої кінної армії Семена Будьонного. Тоді був створений місцевий ревком, до складу якого увійшли В.  Артех, І. Паляниця, М. Шинкарчук, О. Черняхівський.

### Польський період
За Польщі у Підкамені діяла політична партія радянофільського спрямування «СельРоб».

### Радянський період
У 1940—1941 та 1944—1959 роках був центром Підкамінського району. В селищі виходив часопис «Радянська нива» — друкований орган Підкамінського РК КПУ та районної Ради депутатів трудящих.

### Період Відновлення Української Державності
З 24 серпня 1991 року в складі України.

## Пам'ятки

### «Камінь»
Одним із свідків минулого є унікальна пам'ятка природи — скелястий велетень, розташований на високому узгір'ї на північно-східній околиці селища, прозваний в народі «Каменем». Звичайно, що 16-ти метровий кам'яний останець своєю величчю завжди привертав до себе увагу. В очах наших далеких предків він порівнювався з чимось духовним, надприродним. Знахідки у підніжжі Каменя фрагментів посуду висоцької культури ранньозалізного часу (XI—VII ст. до н. е.) та періоду Галицько-Волинської держави (XI—XIII століття), засвідчують використання його, у першому випадку, в ролі ідола, обереги місцевих жителів і землі від усього злого, а у другому — наскельного храму-фортеці. Можливо саме із цими часами пов'язується ніша, зроблена у формі стилізованого серця із західного боку Каменя. Там могли відбуватися язичницькі обряди давніх мешканців цієї території, приносилися жертви для умилостивлення богів.
На вершині кварцового пісковика чиясь рука видовбала 6 ям-могил глибиною 0,4 — 0,6 м. Численні пази і заглиблення, які утримували дерев'яні конструкції, нагадують систему забудови Карпатських фортець Тустань і Бубнище. Дослідження засвідчують, що у період Галицько-Волинського князівства на Камені була побудований церква оборонного характеру. І ніби за історичною спадковістю досі у західній околиці пам'ятки збереглися кам'яні хрести від цвинтаря другої половини XVII століття, який, ймовірно, залишився від церкви Спаса.
Можливо, із слов'янських часів походить й стародавня назва гори, де зараз височіє монастир — «Рожаниця». Завдяки історико-етнографічним дослідженням встановлено, що язичницькі божества Роду, Рожаниці у наших далеких предків ототожнювалися з процесом родючості і народження.
У глибині Рожаницької гори, на схід від Каменя, знаходяться дві печери із слідами людської діяльності. Дослідженнями співробітників Бродівського історико-краєзнавчого музею у 2001 році встановлено, що вони мали природне походження і в давнину могли використовуватися як печерні церкви або каплиці. Однак, на початку XVIII століття звідти почали видобувати камінь для спорудження монастирських оборонних укріплень, вирізаючи його за допомогою пил та відколюючи залізними і дерев'яними клинами.

### Монастир студитів (УГКЦ)
Навпроти Каменя, на пагорбі, височить монастир «Походження Дерева Хреста Господнього». У недалекому минулому це був домініканський римо-католицький кляштор «Успіння Пресвятої Богородиці, Хреста Господнього, Апостолів Петра і Павла та всіх Святих».

### Цвинтар

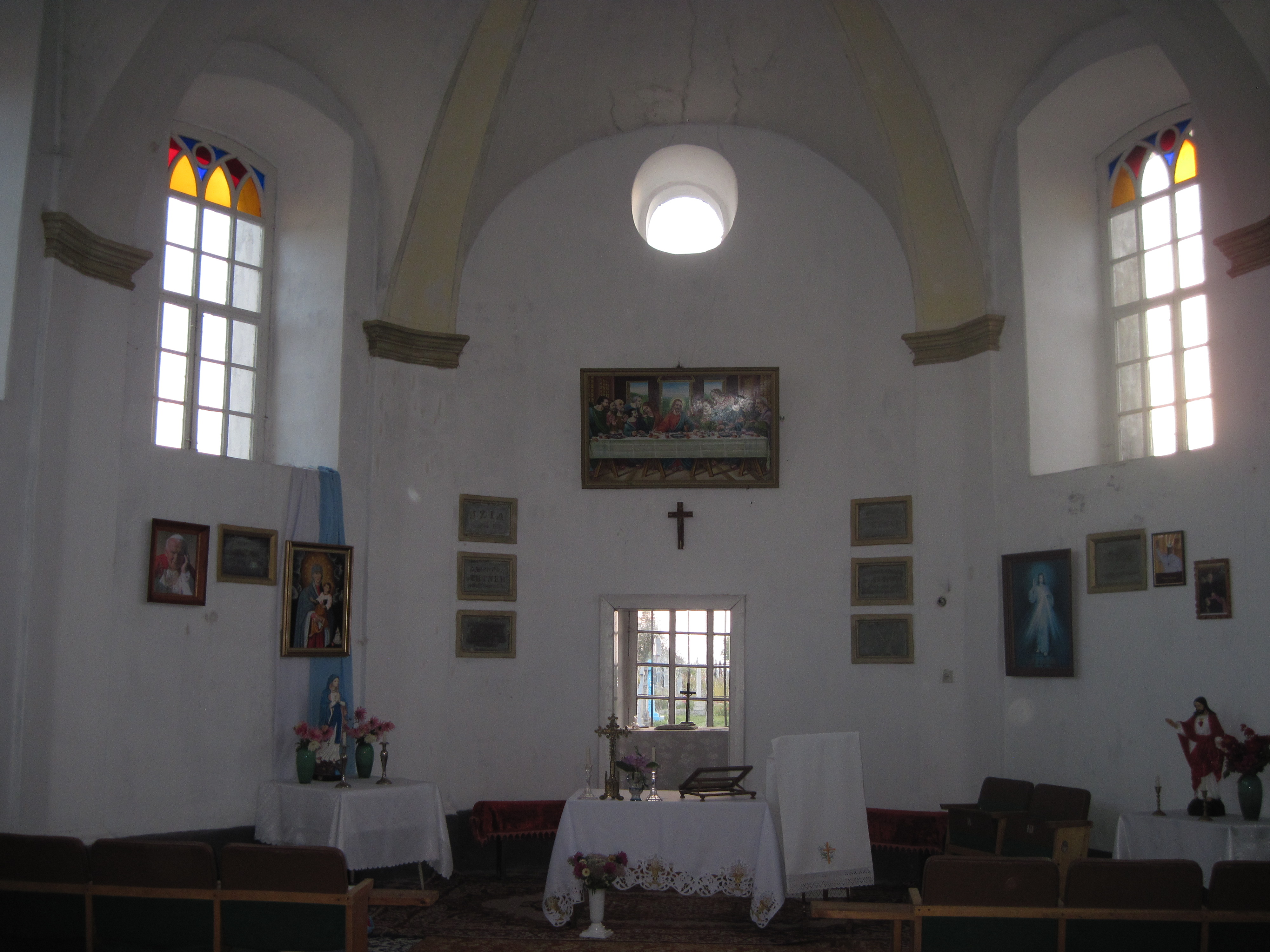
Інтер'єр монастирської каплиці (Цетнерів) цвинтаря Підкаменя, осінь 2014

Місцевий цвинтар розташований на південно-східній околиці села. У цвинтарній капличці поховано представників роду Цетнерів (за деякими даними — С. Баронч). Поруч з каплицею є поховання, зокрема, монахів-домініканців. Також неподалік знаходиться спільна могила поляків, що загинули у 1940-х роках.

## Церква
1749 року в селищі збудована церква святої Параскеви.
У 1900 році парохом церкви у Підкамені був о. Степан Концевич, а греко-католицька парафія налічувала 890 вірних. Наступного 1901 року парохом став о. Григорій Павлюк, можливо вже після смерті свого попередника, він опікувався 908 вірними. У 1902—1933 роках парохом у Підкамені був о. Михайло Ваврик, а греко-католицька парафія вже налічувала 985 вірних.
Наприкінці 1934 року сотрудником у Підкамені був призначений о. Андрій Іздрик, а з 1939 року о. Андрій став парохом місцевої церкви святої Параскеви. Отець Андрій Іздрик зорганізував церковний хор, був членом товариств «Просвіта» та «Сільський господар». У Підкамені чотири рази на рік відбувалися відпусти, які збирали до церкви Святої Параскеви духовенство та жителів навколишніх сіл. У травні 1943 року грамотою Митрополита Андрея Шептицького отець Андрій Іздрик був призначений місцедеканом Підкамінського деканату. Однак часи були складними: отцю часто погрожували польські боївки, під час Служби Божої в селі Паликорови провідник польської боївки сказав парафіянам, «що ваш ксьондз згине з моєї руки». З огляду на це родина Іздриків 1944 року переїжджає до Олеська, де отець Андрій продовжив душпастирську роботу.

## Галерея

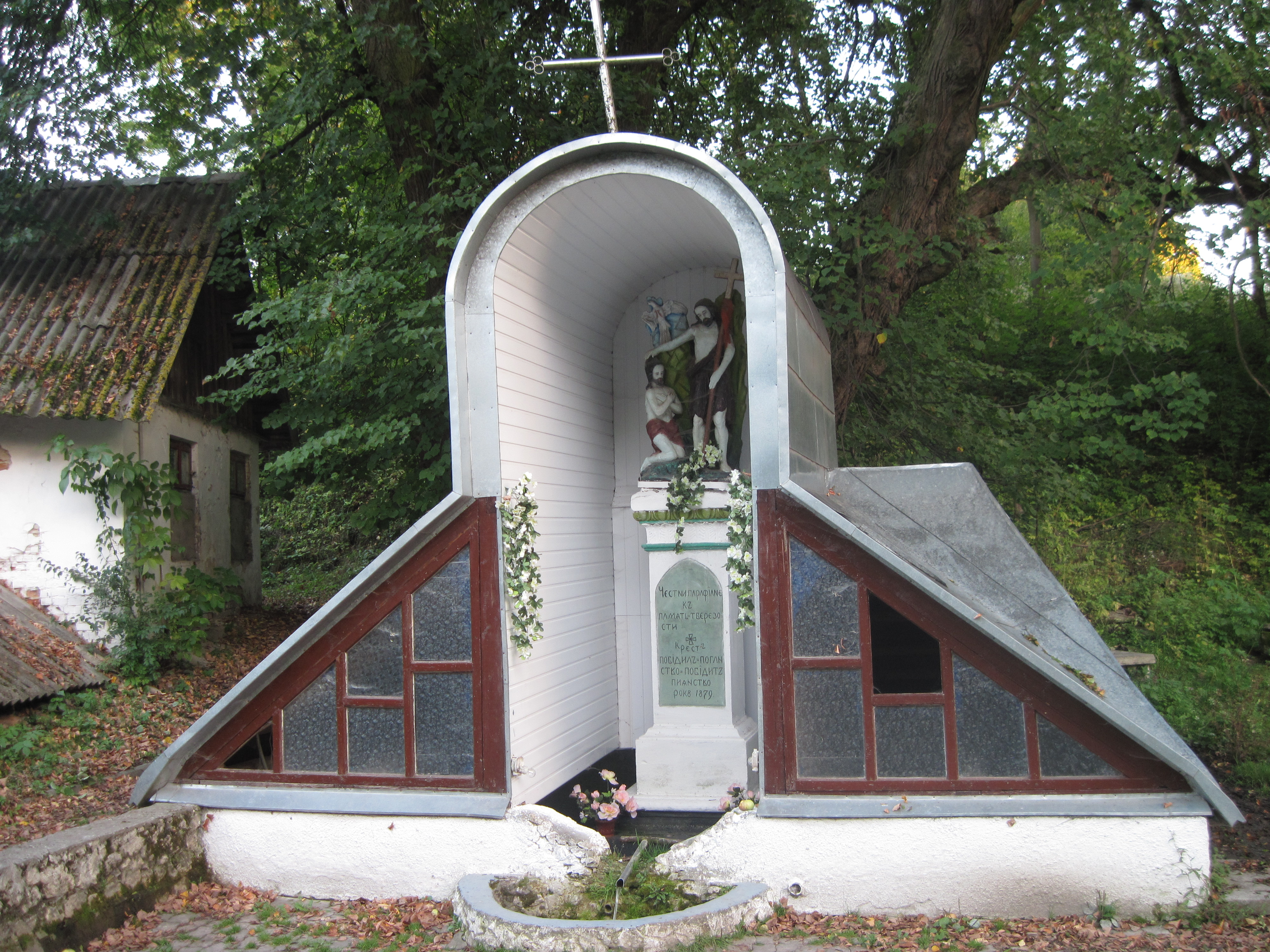
Джерело
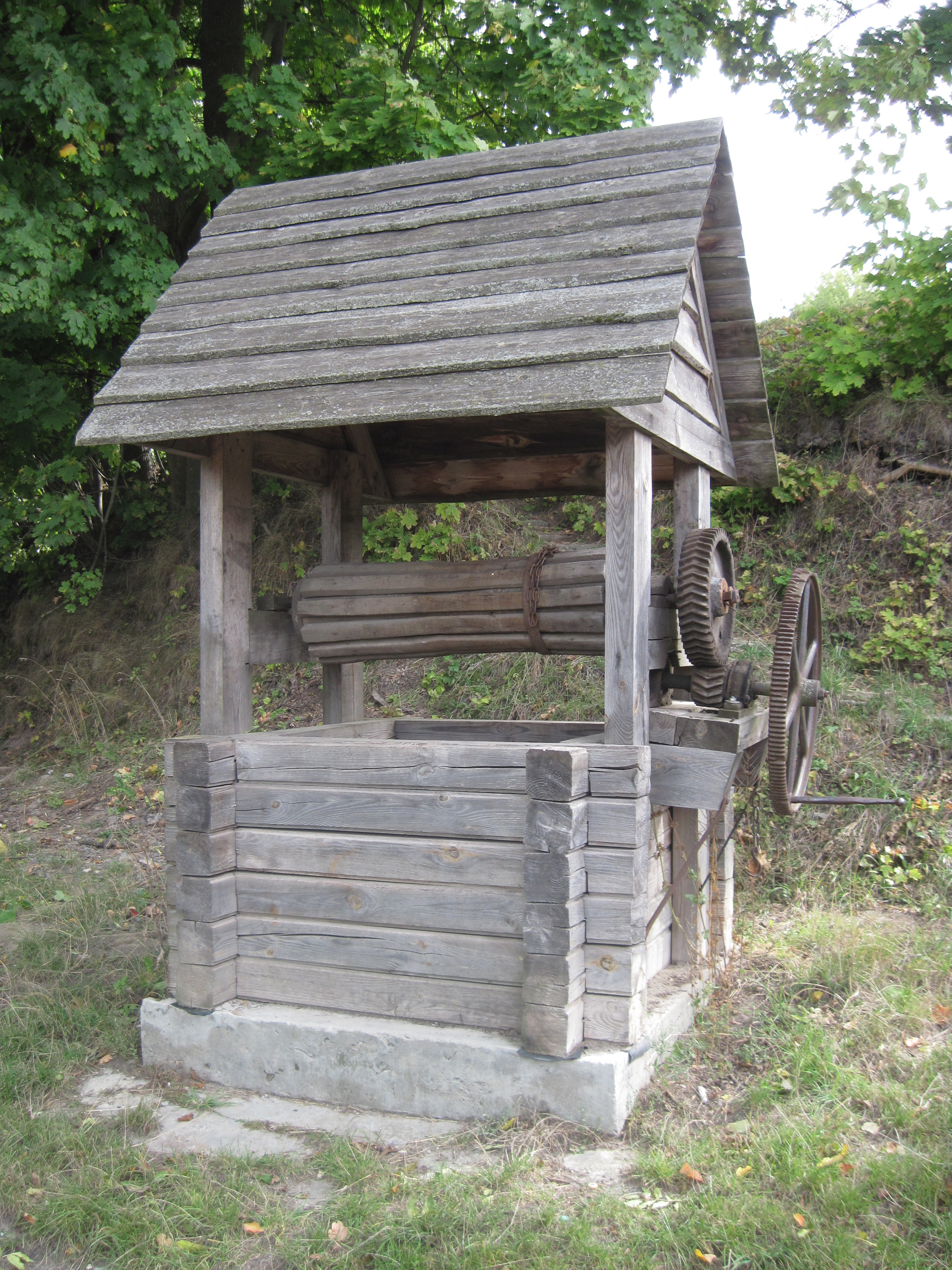
Стара криниця
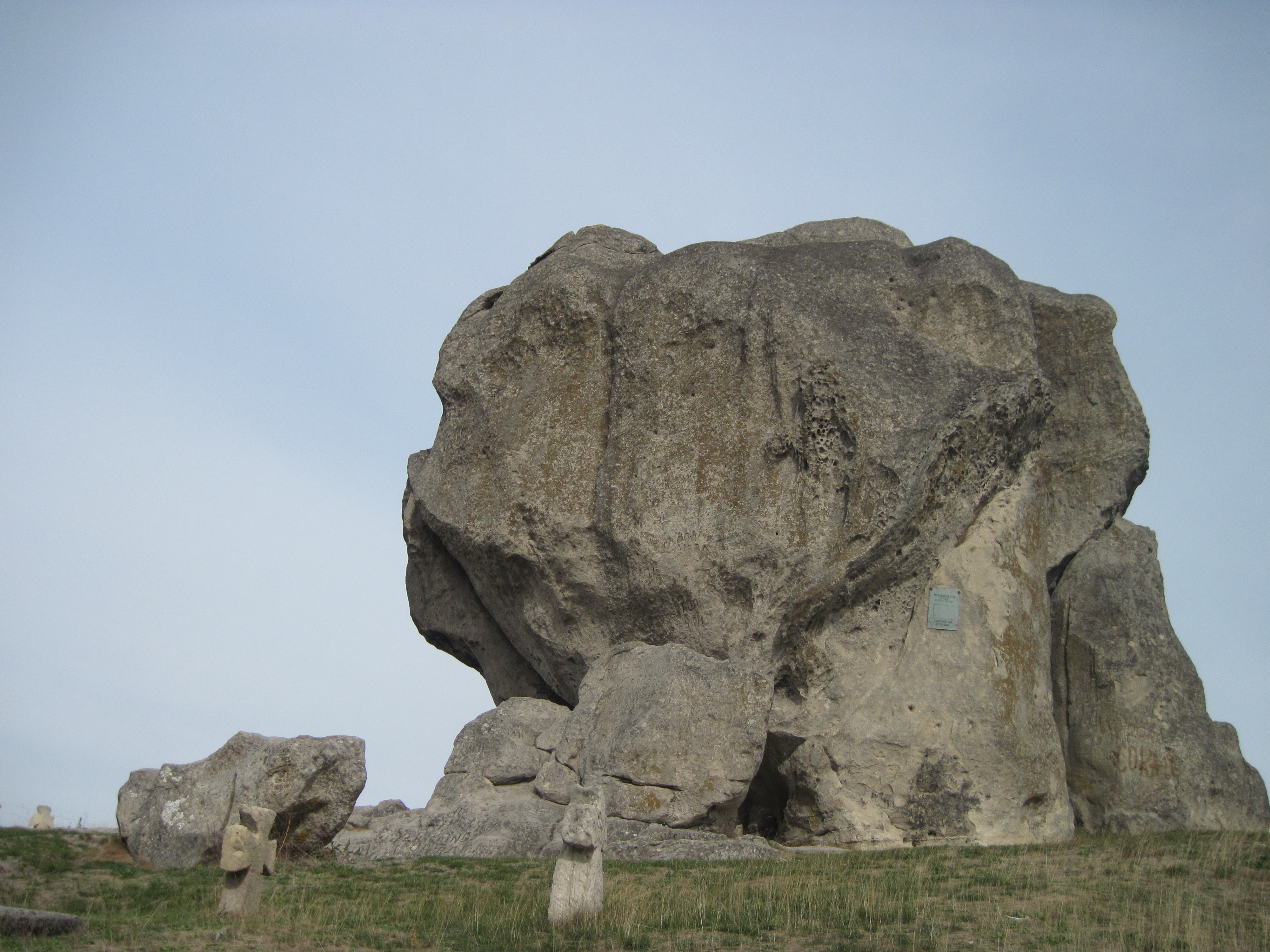
Скеля
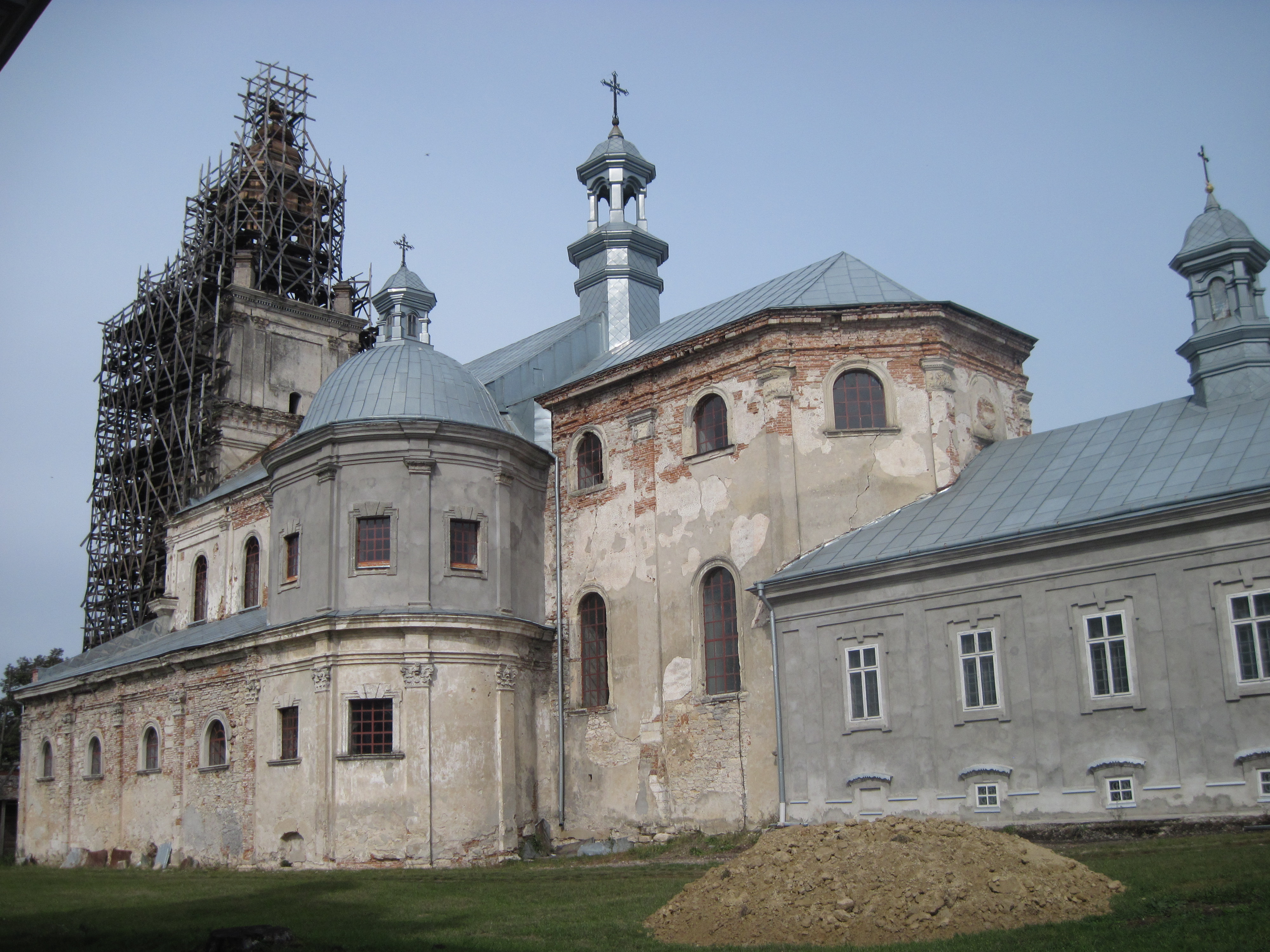
Костел
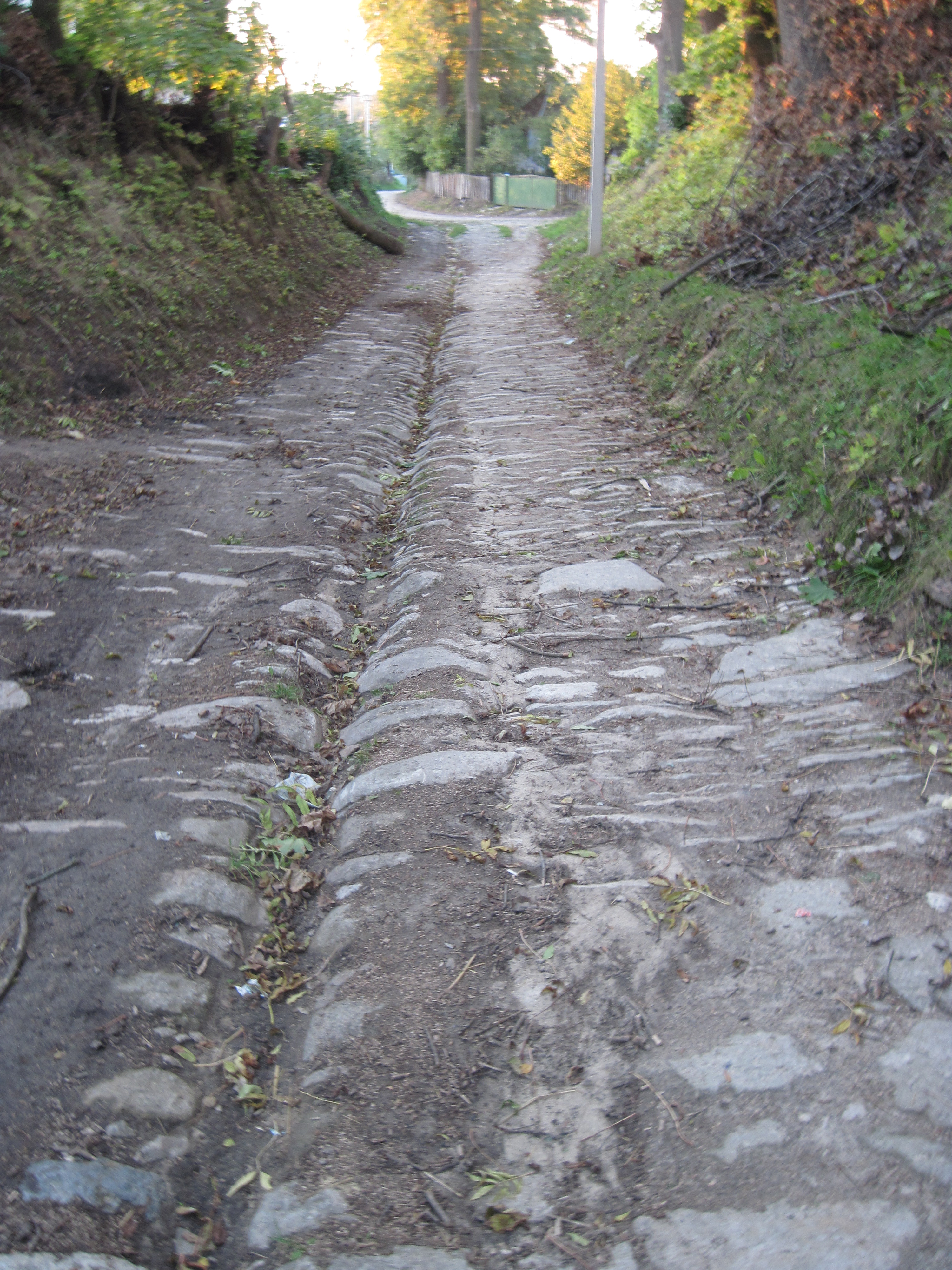
Стара дорога
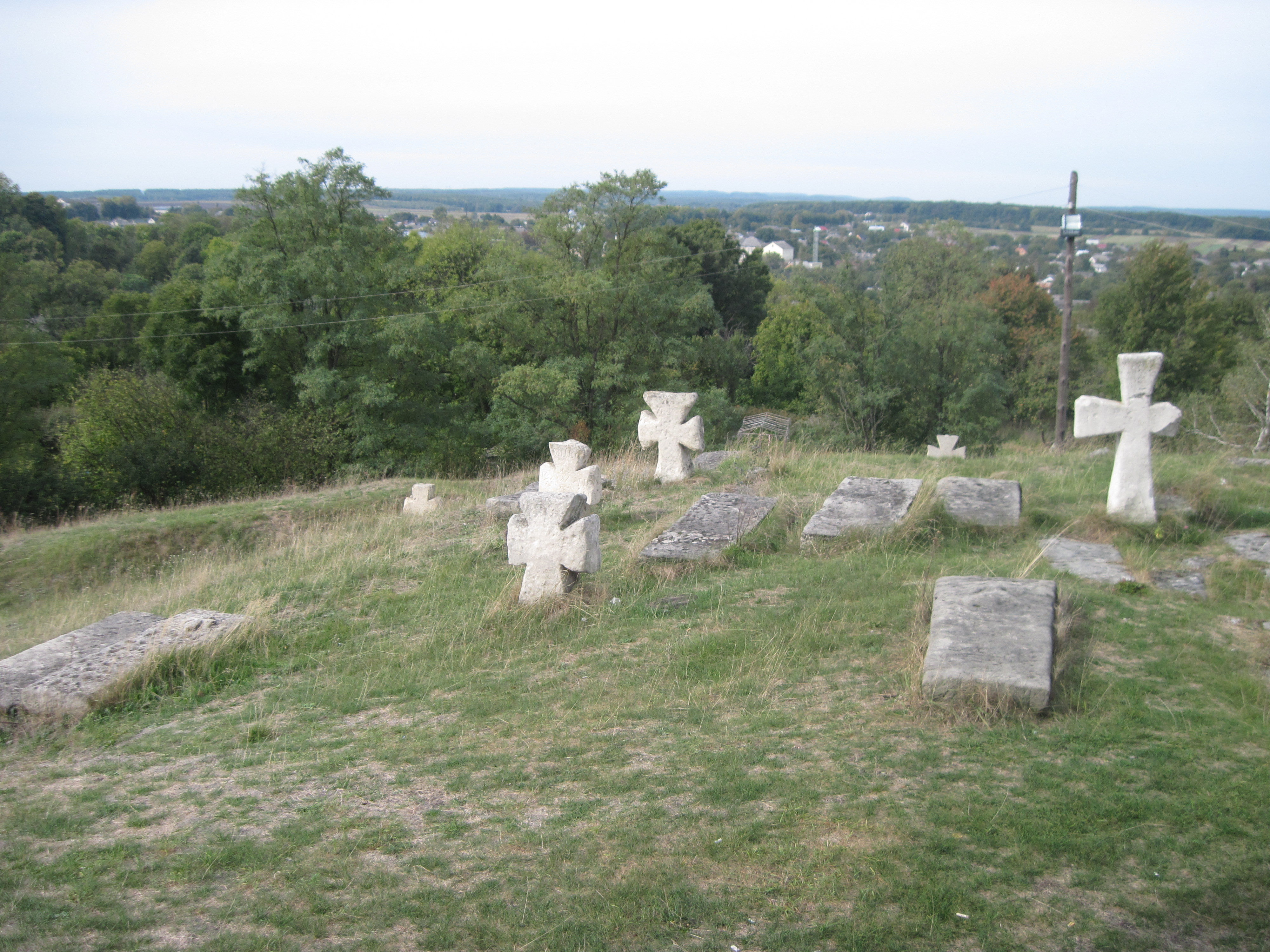
Цвинтар біля скелі
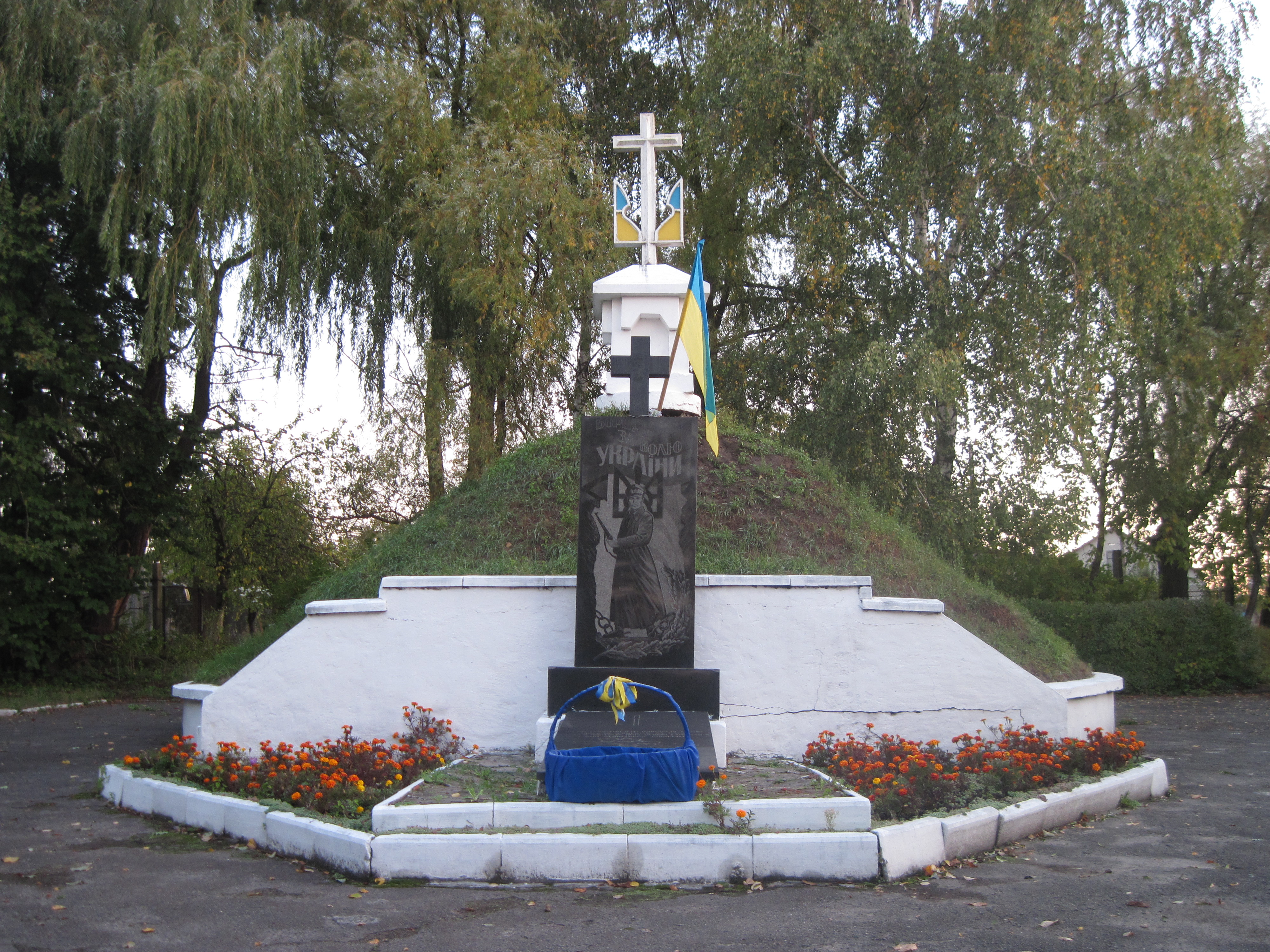
Символічна могила
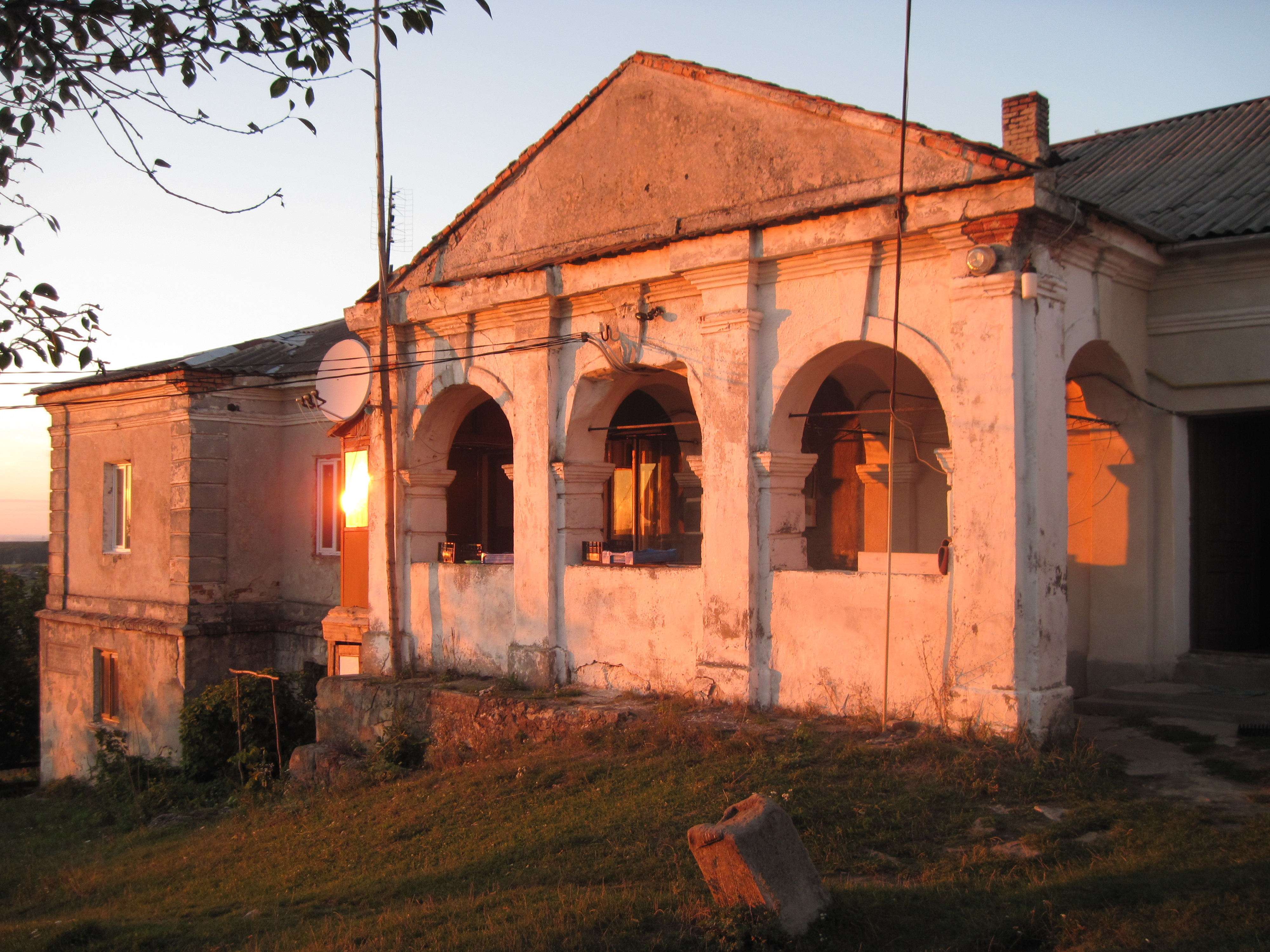
Будинок колишнього шпиталю
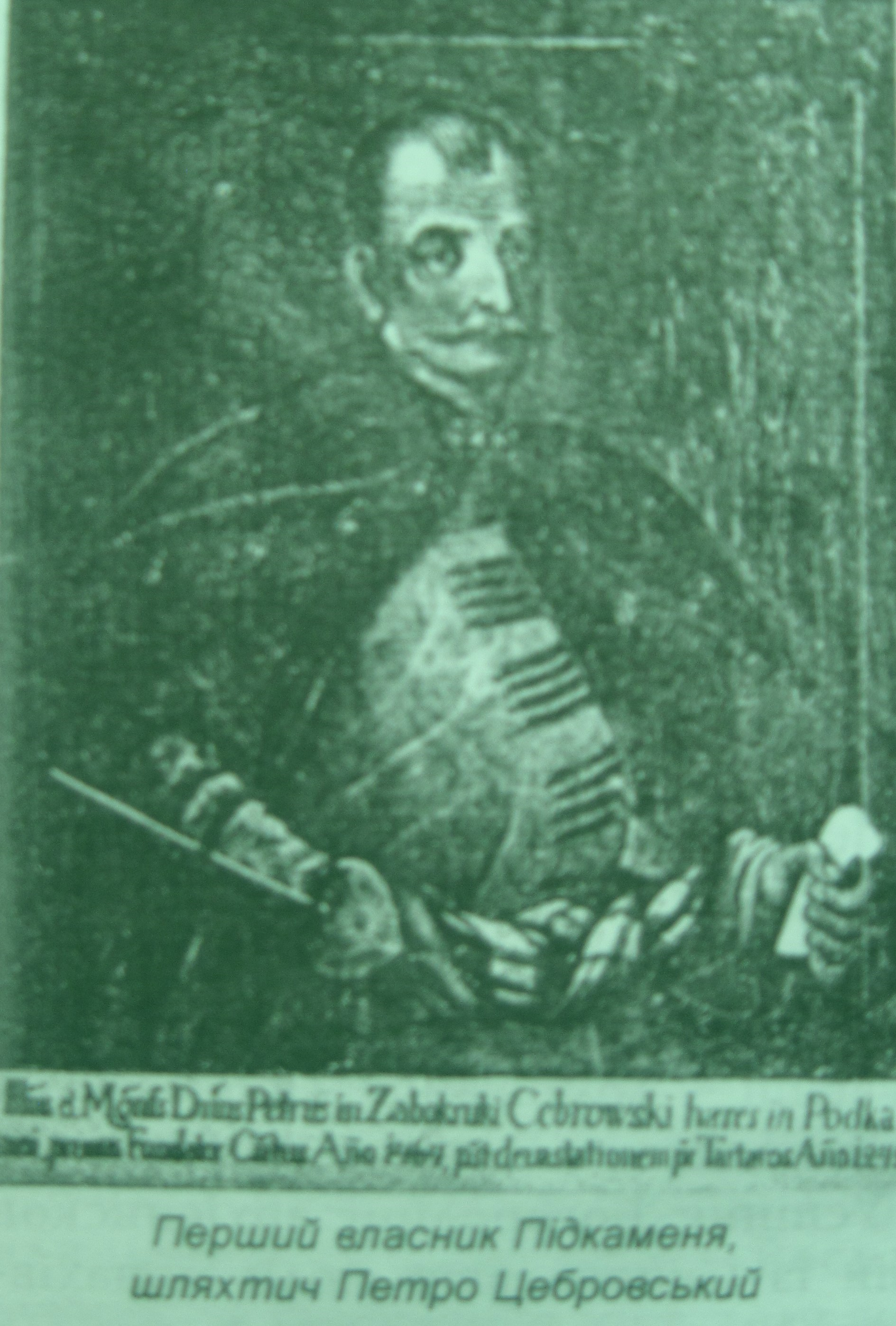
Петро Цебровський
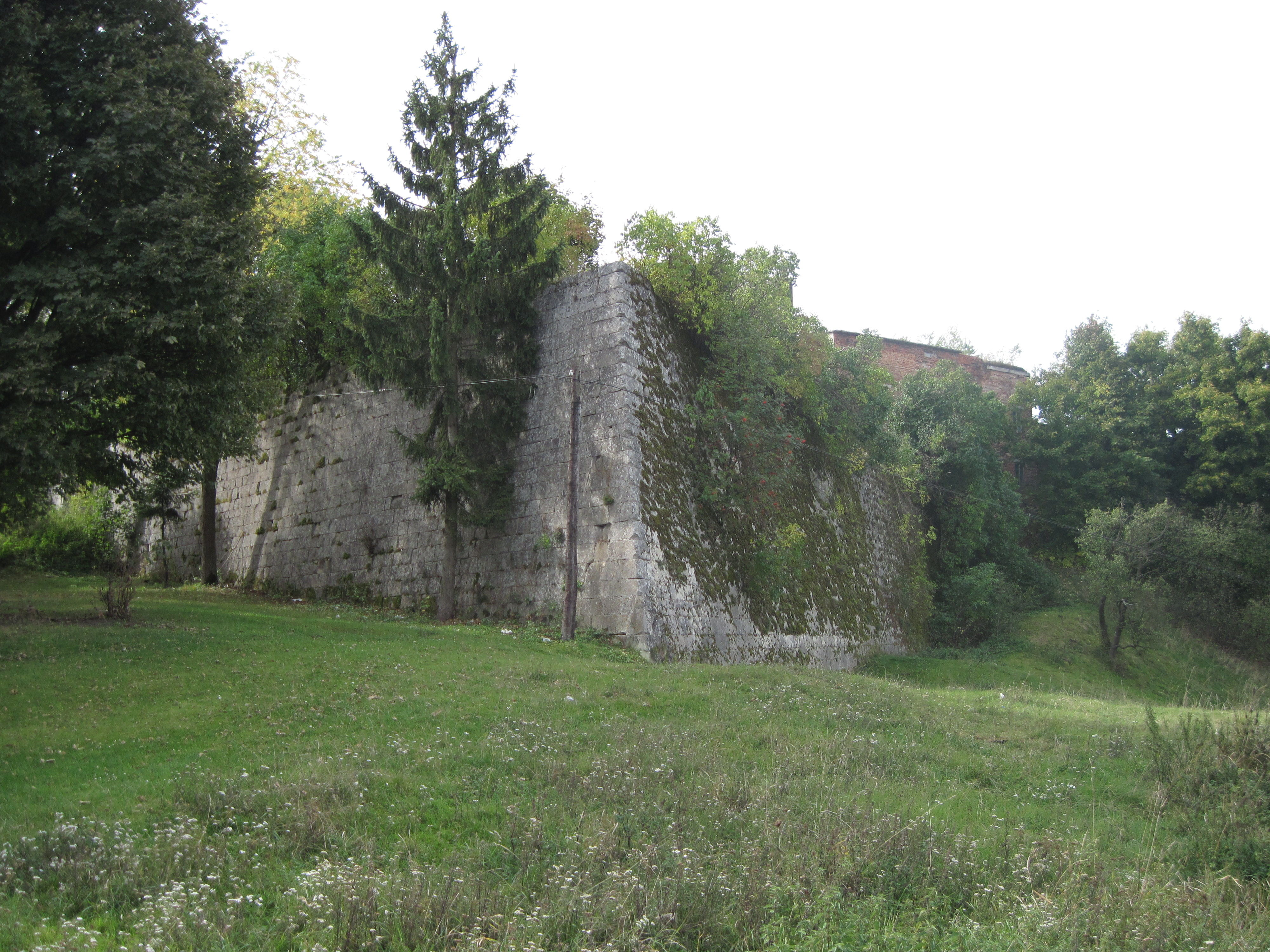
Один з бастіонів, Підкамінь
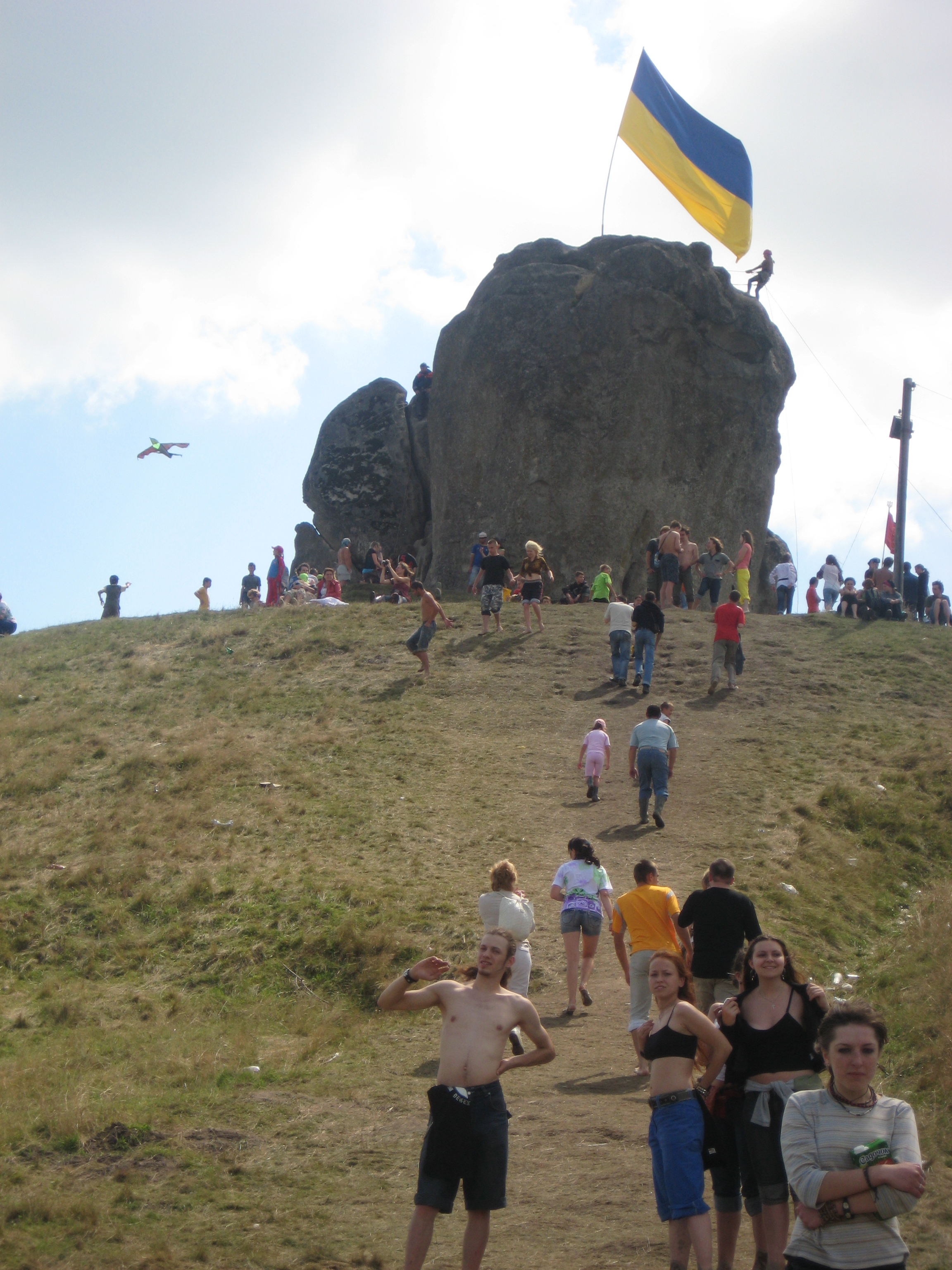
Під час фестивалю «Підкамінь-2008»
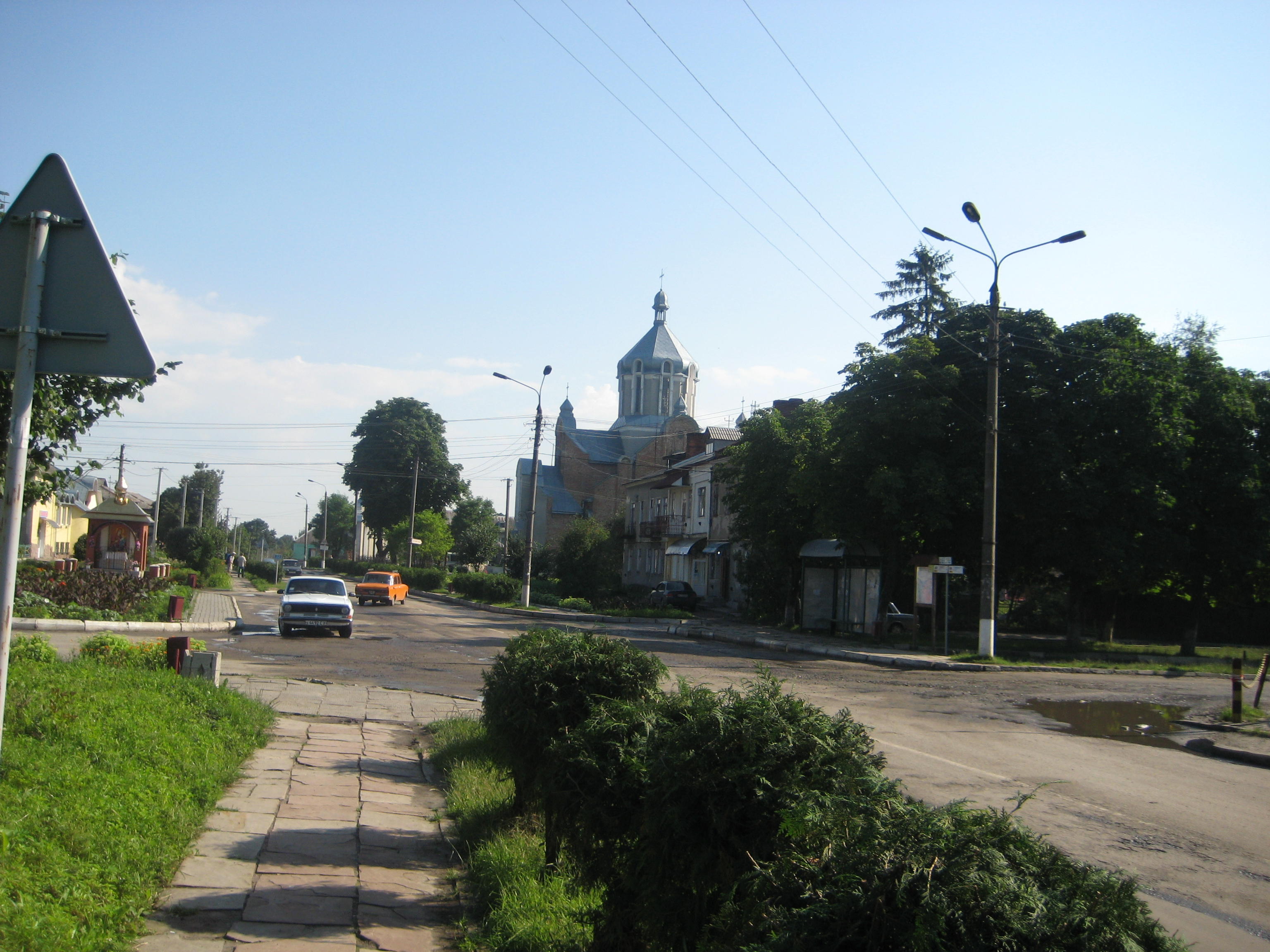
В центрі села
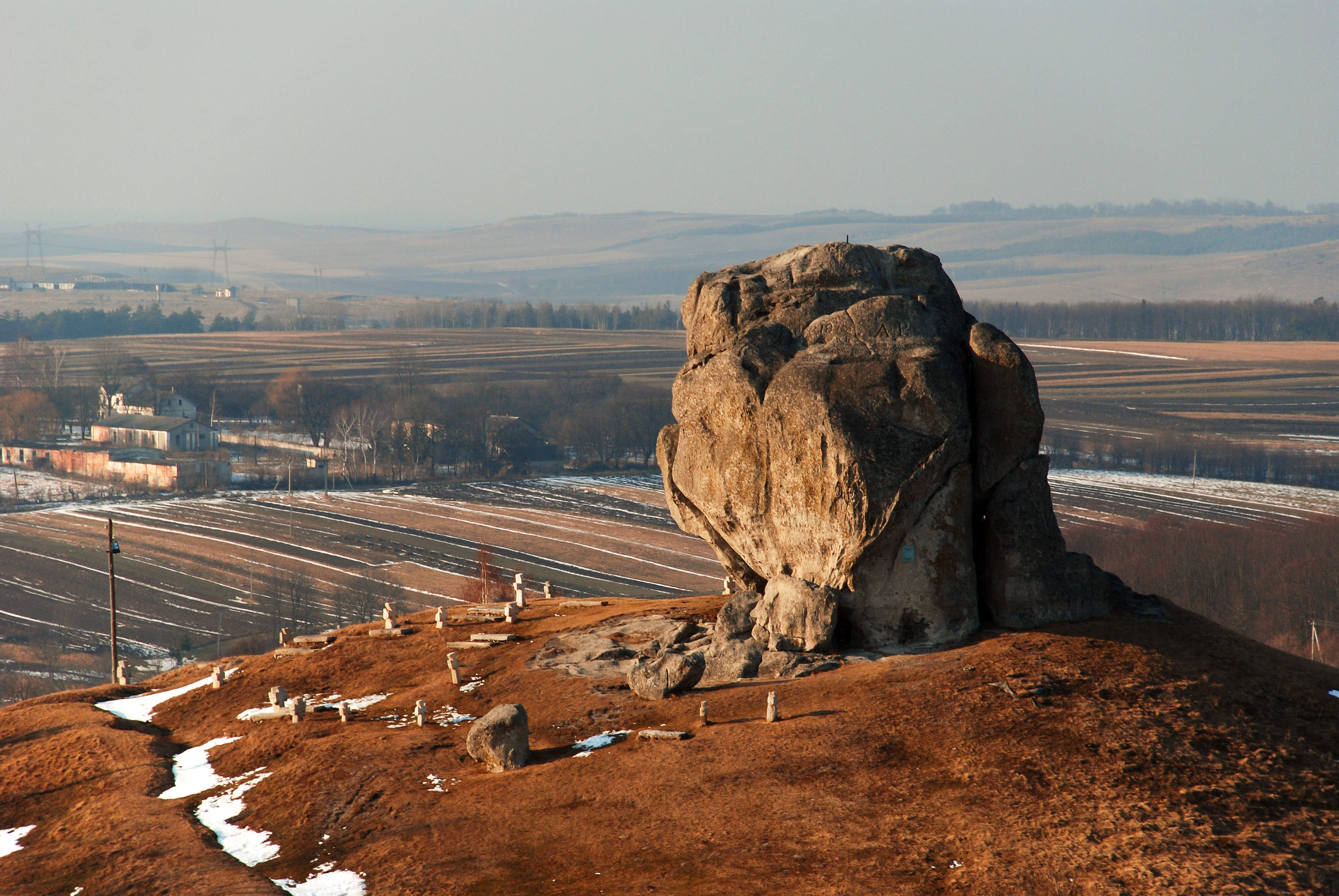
Камінь

## Відомі особи

### Народилися
- Жаба Францішек — польський інженер, військовик АК.

### Пов'язані з Підкаменем
- отець Микола-Сава-Йосафат Цегельський — український священник (УГКЦ), блаженний священномученик католицької церкви.
- Башта Віталій Антонович — помічник лісничого і лісничий Підкамінського лісництва[16].
- Петро Гудима — український журналіст, краєзнавець, член НСЖУ, закінчив місцеву середню школу[17].
- о. Мики́та Їжак — український церковно-культурний діяч, священник, декан Бродівського деканату УГКЦ, крилошанин, адміністратор Підкамінського деканату.
- Леві-Іцхак Гармелін — рабин у Підкамені.

### Поховані

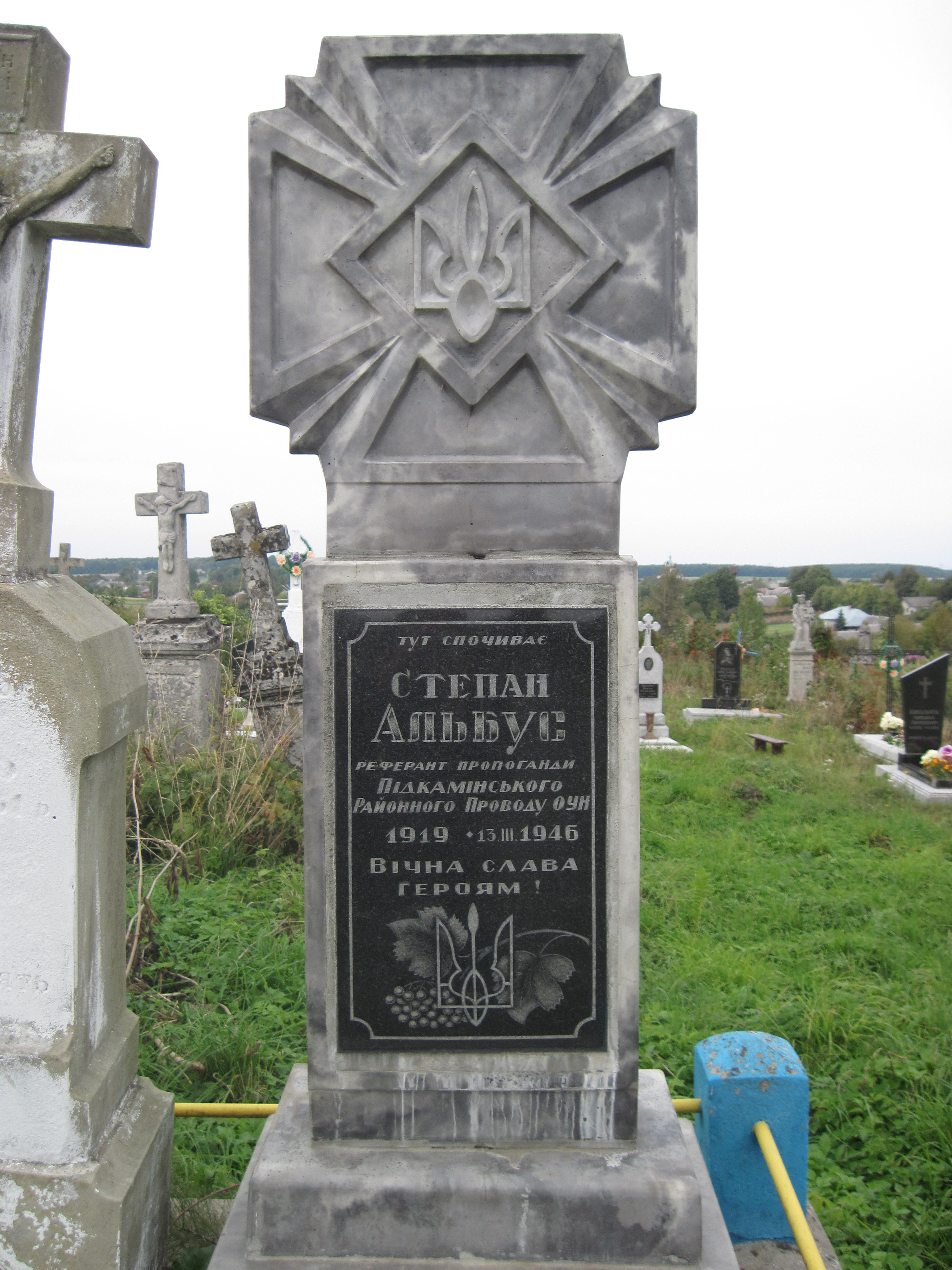
Могила Степана Альбуса

- Альбус Степан — діяч ОУН.
- Баронч Садок — пріор домініканського монастиря в Підкамені, історик, краєзнавець.
- Потоцький Стефан Александер — засновник монастиря Отців Василіян у Бучачі, батько Миколи Василя Потоцького.

### Дідичі
- Гербурт Фридерик

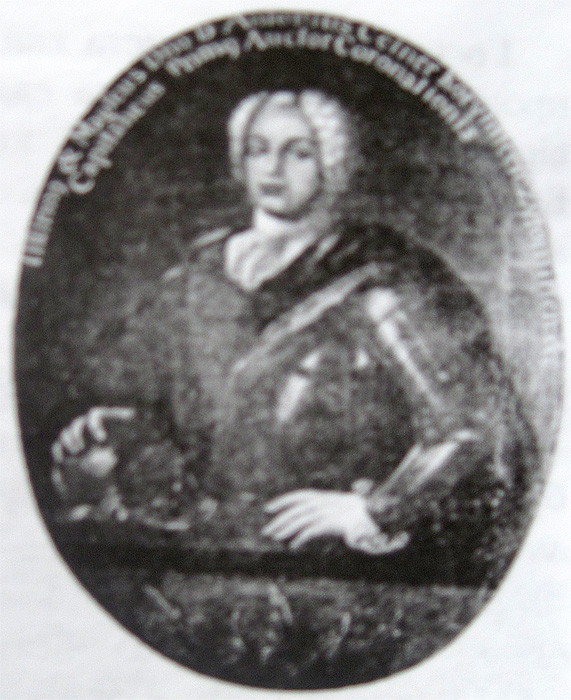
Антоній Цетнер

- Гербурт Станіслав, син попереднього, галицький хорунжий (1546), не залишив нащадків[18].
- Каменецький Марцін
- Цетнер Бальцер
- Цетнер Александер
- Цетнер Антоній